# Ghiacciaio Della Pia
Il ghiacciaio Della Pia (in inglese: Della Pia Glacier) è un ghiacciaio vallivo situato sulla costa di Zumberge, nella parte occidentale della Terra di Ellsworth, in Antartide. In particolare, il ghiacciaio, il cui punto più alto si trova a circa 2.600 m s.l.m., si trova sul versante orientale della catena principale della dorsale Sentinella, nei Monti Ellsworth, a nord del ghiacciaio Aster. Da qui, esso fluisce verso nord-est lungo il versante orientale del massiccio Craddock, in particolare del monte Rutford, fiancheggiando il lato settentrionale del picco Elfring e quello meridionale del monte Mohl, fino a unire il proprio flusso a quello del ghiacciaio Thomas, a nord-est del picco Elfring.

## Storia
Il ghiacciaio Della Pia è stato così battezzato dal Comitato consultivo dei nomi antartici nel 2006 in onore del colonnello Max Della Pia, comandante dal 1999 al 2006 del 109º Stormo Aereo, facente parte della Guardia Nazionale Aerea di New York, spesso impiegato nel supporto del Programma Antartico degli Stati Uniti d'America.